# Igreja Reformada Holandesa em Botswana
A Igreja Reformada Holandesa em Botswana (IRHB) - em inglês Dutch Reformed Church in Botswana - é uma denominação cristã reformada fundada em 1866, em Botswana, por missionários da Igreja Reformada Holandesa na Colônia do Cabo.

## História
Em 1866, o evangelista David Mogatle Modibane e o missionário suíço Rev. Henri Gonin da Igreja Reformada Holandesa na Colônia do Cabo começaram o trabalho missionário entre o povo Bakgatla perto de Saulspoort.
O Rev. Pieter Brink, que estudou no Missionary Institute em Wellington, trabalhou com o Rev. Gonin em Saulspoort por alguns anos e aprendeu a falar setswana. Em 1877, ele e sua esposa, Anna Elizabeth, foram enviados a Mochudi pelo Sínodo do Cabo da Igreja Reformada Holandesa. O Rev. Brink lançou as bases para o trabalho missionário, mas morreu em 1886 com a idade de 43 anos devido a problemas de saúde. O casal alemão Rev. Emil Bernhard Beyer e sua esposa Anna (née Endemann) o sucederam. Com eles, Miss. Mary Murray e Miss. Lenie van der Merwe trabalharam na educação, assistência médica e social. Em 1877, a senhorita Debora Retief substituiu a senhorita Van der Merwe.
Quando o chefe Kgamanyane morreu em 1874, ele foi sucedido por seu filho Lentswe. Por causa da animosidade entre as tribos Bakgatla e Bakwena, a missão não pôde se expandir além da área de Mochudi. Mas, em 1892, o chefe Lentswe converteu-se ao cristianismo. Depois disso, quase toda a tribo Bakgatla aceitou a Igreja Reformada Holandesa como a 'igreja do povo'.
Mochudi foi a primeira estação missionária a formar oficialmente uma congregação, seguida por Sikwane em 1885. Várias escolas foram estabelecidas em Mochudi e arredores. O grande edifício da igreja em Mochudi foi construído em 1904 e ainda é usado hoje. A igreja se expandiu lentamente, e vários edifícios da igreja foram erguidos em várias cidades do Botswana. 
Também foram criadas instituições para pessoas com deficiência. Vários outros missionários como os Revs. Willie Neethling, Pieter Stoffberg, DJ Joubert, JC Knobel, Johannes Reyneke e Ado Krige fizeram um trabalho maravilhoso em Botsuana. Gerações da conhecida família missionária como os Murray também trabalharam neste campo missionário. O primeiro ministro negro do Botswana foi o Rev. Thomas Phiri.
Em 1955, as duas congregações de Botsuana, Mochudi e Sikwane, tornaram-se oficialmente parte da Igreja Missionária Reformada Holandesa do Transvaal. Outras congregações de Botsuana se seguiram: West Mochudi em 1964, East Mochudi em 1969, Gaborone em 1970 e Makaleng em 1977. Em 1972, as oito congregações de Botsuana formaram seu próprio presbitério.
Após a independência do Botswana em 1966, o novo governo proclamou uma Lei das Sociedades em 1973 com o resultado de que apenas uma Igreja Reformada Holandesa foi reconhecida como a Igreja Reformada Holandesa no Botswana. Sendo assim, a Igreja Reformada Holandesa em Botsuana (IRHB) registrou-se oficialmente como uma igreja independente em 1979. 
As congregações de Lobatse em Gaborone, de língua africâner, também se juntaram à IRHB. No mesmo ano, o Sínodo do Cabo do Norte separou-se do Sínodo do Cabo Ocidental e do Sul da Igreja Reformada Holandesa e firmou uma parceria com a IRHB.
A partir de 2016, a denominação era formada por em um sínodo e quatro presbitérios, com aproximadamente 10.000 membros e 20 congregações.

## Doutrina
A denominação subscreve os Padrões da Unidade (Confissão Belga, Catecismo de Heidelberg e Cânones de Dort) como seus símbolos de fé. Além disso, reconhece o Credo Niceno-Constantinopolitano, Credo dos Apóstolos e Credo de Atanásio como exposições fiéis das doutrinas bíblicas.
A denominação permite a ordenação de mulheres.

## Relações Intereclesiásticas
A IRHB é membro da Comunhão Mundial das Igrejas Reformadas.